# Ramsloh (Schalksmühle)
Ramsloh ist ein Ortsteil in der Gemeinde Schalksmühle im Märkischen Kreis im Regierungsbezirk Arnsberg in Nordrhein-Westfalen (Deutschland).

## Lage und Beschreibung
Der Ortsteil befindet sich an der Landesstraße 561 auf der Schalksmühler Hochfläche am Rande des nach dem Ort benannten Gewerbegebiets Ramsloh. Bei dem Ort zweigt die Zufahrt von Berkey, Siepen, Mummeshohl und Haue ab. 
Bestand der ursprüngliche Siedlungsplatz nur aus einem einzelnen Gebäude, so hat sich der Wohnplatz im Laufe der Zeit zu einem größeren Siedlungsbereich ausgedehnt, in dem die Grenzen zu dem östlich benachbarten Wohnplatz Westhöhe nicht mehr wahrnehmbar sind. Die Kreisstraße 36 trennt den Siedlungsbereich von dem Wohnplatz Spormecke mit seiner Grundschule. Der gesamte Ortsbereich bildet den heutigen Ortsteil Ramsloh.
Weitere Nachbarorte auf dem Schalksmühler Gemeindegebiet sind das am Gewerbering im Gewerbegebiet Ramsloh liegende Davidshöhe, sowie Everinghausen, Everinghauserheide, Mesewinkel, Hülscheid, Schmermbecke, Brinkerhof, Felde, Wilfesche, Harrenscheid, Grünental, Oberklagebach, Lauenscheidermühle und die Wüstung Hilmecke.

## Geschichte
Ramsloh gehörte bis zum 19. Jahrhundert der Midder Bauerschaft des Kirchspiels Hülscheid an. Ab 1816 war der Ort Teil der Gemeinde Hülscheid in der Bürgermeisterei Halver im Kreis Altena, 1818 lebten sechs Einwohner im Ort. Der laut der Ortschafts- und Entfernungs-Tabelle des Regierungs-Bezirks Arnsberg unter dem Namen Ramsloh als Kotten kategorisierte Ort besaß 1839 ein Wohnhaus und eine Fabrikationsstätte bzw. Mühle. Zu dieser Zeit lebten 20 Einwohner im Ort, allesamt evangelischen Bekenntnisses.
1844 wurde die Gemeinde Hülscheid mit Ramsloh von dem Amt Halver abgespaltet und dem neu gegründeten Amt Lüdenscheid zugewiesen.
Der Ort ist auf der Preußischen Uraufnahme von 1840 unbeschriftet verzeichnet. Ab der Preußischen Neuaufnahme von 1892 ist der Ort auf Messtischblättern der TK25 als Ramsloh verzeichnet.
Die Gemeinde- und Gutbezirksstatistik der Provinz Westfalen führt 1871 den Ort als Kotten unter dem Namen Ramsloh mit einem Wohnhaus und sechs Einwohnern auf.  Das Gemeindelexikon für die Provinz Westfalen gibt 1885 für Ramsloh eine Zahl von neun Einwohnern an, die in einem Wohnhaus lebten. 1895 besitzt der Ort ebenfalls ein Wohnhaus mit neun Einwohnern, 1905 werden ein Wohnhaus und vier Einwohner angegeben.
In den 1920/30er Jahren wurde die heutige Landesstraße 561 nördlich am Ort vorbei trassiert. Ab Mitte des 20. Jahrhunderts begann die Siedlung zu wachsen. Zu dieser Zeit wurde im Ort ein Turm errichtet, der nur wenige Jahre Bestand hatte.
1969 wurden die Gemeinden Hülscheid und Schalksmühle zur amtsfreien Großgemeinde (Einheitsgemeinde) Schalksmühle im Kreis Altena zusammengeschlossen und Ramsloh gehört seitdem politisch zu Schalksmühle, das 1975 auf Grund des Sauerland/Paderborn-Gesetzes Teil des neu geschaffenen Märkischen Kreises wurde.
In den 1970er Jahren schlossen sich die Lücken zwischen Ramsloh und den ebenfalls sich ausdehnenden Wohnplätzen Westhöhe und Spormecke, so dass ein geschlossener Siedlungsbereich entstand.